# Travail et Culture
Travail et Culture (T.E.C.) est une association française d'éducation populaire consacrée au théâtre destinée à un public ouvrier.

## Histoire
Travail et Culture est fondée le 22 septembre 1944 par Maurice Delarue, Jean-Marie Serreau, Pierre-Aimé Touchard, Louis Pauwels et André Bazin. Son siège social est alors au 5 rue des Beaux-Arts à Paris. L'association est issue « de la Résistance et de la rencontre entre des artistes, des intellectuels et des syndicalistes qui permit l'accès de salariés aux œuvres artistiques ».
Elle édite la revue Doc qui parait huit fois par an et est complétée par des suppléments. Fédération nationale, en 1964, l'association compte 12 000 adhérents dont de nombreuses collectivités et plus d'une centaine de comités d'entreprise. Il est ainsi estimé, par ses adhésions globales, que l'association compte alors de 300 à 400 000 membres.
Le but de T.E.C. est de fournir des places aux ouvriers des entreprises pour des spectacles commerciaux. Maurice Delarue écrit ainsi : « Notre but est d'apporter aux metteurs en scène qui montent des spectacles de qualité, fondés sur la défense des valeurs morales communes à tous les hommes de bonne volonté, le soutien d'un public conscient et organisé, et d'offrir à nos adhérents des spectacles sains et enrichissants dans les meilleures conditions possibles ».
Pierre-Aimé Touchard est le premier président de l'association. Maurice Delarue lui succède du 20 novembre 1946 au 12 novembre 1947 puis prend le poste de secrétaire général le 13 novembre 1947 qu'il occupera jusqu'en 1966. Il tente en vain de développer T.E.C. en province et favorise la création de sections et comités T.E.C. (localités et entreprises), pour former des militants.
T.E.C gère le théâtre des Trois Baudets dès 1964 mais des difficultés financières mettent fin à la collaboration avec l'association en 1966.
La fédération nationale T.E.C. disparait en 1988 mais son action est poursuivie par son alliance avec le Centre de Recherche, d’Innovation Artistique et Culturelle du Monde du Travail et prend alors le nom de TEC/CRIAC.

## Personnalités liées à Travail et Culture
- André Bellec, administrateur et instructeur d'art dramatique ;
- Claude Bricage, militant ;
- Fernand Deligny, délégué départemental ;
- François Di Dio, secrétaire ;
- Guy Konopnicki, animateur à Travail et Culture ;
- Lucien Marchal, formateur ;
- Serge Mallet, employé ;
- Chris Marker, employé et militant à Travail et Culture ;
- François Michel, employé puis secrétaire général.